# Bitwa nad rzeką Đáy
```

```

Bitwa nad rzeką Đáy (fr. bataille du Day) – bitwa stoczona w okresie od końca maja do początku czerwca 1951, wokół delty rzeki Đáy w zatoce Tonkińskiej w czasie I wojny indochińskiej. Bitwa ta była pierwszą konwencjonalną kampanią Võ Nguyên Giápa, w której użył sił Việt Minhu na zdominowanym przez ludność katolicką obszarze delty do złamania jej oporu przeciwko infiltracji przez Việt Minh. Mając w pamięci dwie porażki, które odniósł w podobnych akcjach w marcu i kwietniu tego roku, Võ dowodził 3 dywizjami mającymi od 30 maja prowadzić działania partyzanckie i ataki dywersyjne na Ninh Bình, Nam Định, Phủ Lý i Phát Diệm. Wojska francuskie pod dowództwem Jeana de Lattre de Tassigny, który pierwszego dnia bitwy pod Ninh Bình stracił syna Bernarda, zgromadziły oddziały w sile kilku brygad zmechanizowanych. W trakcie walk pozycje przechodziły z rąk do rąk, do momentu kiedy 6 czerwca linie zaopatrzeniowe Vő zostały odcięte. Jego oddziały, poruszające się w ciągu dnia, były narażone na francuski ogień i ataki francuskich sił lądowych wspieranych przez przyjazną lokalną milicję. Việt Minh został zmuszony do odwrotu w okresie od 10 do 18 czerwca, pozostawiając 1 tys. jeńców i 9 tys. ofiar.